# Coenosia subvittata
Coenosia subvittata este o specie de muște din genul Coenosia, familia Muscidae. A fost descrisă pentru prima dată de Malloch în anul 1925. Conform Catalogue of Life specia Coenosia subvittata nu are subspecii cunoscute.